# Saint-Sauveur-de-Puynormand
Saint-Sauveur-de-Puynormand är en kommun i departementet Gironde i regionen Nouvelle-Aquitaine i sydvästra Frankrike. Kommunen ligger i kantonen Lussac som tillhör arrondissementet Libourne. År 2022 hade Saint-Sauveur-de-Puynormand 365 invånare.

## Befolkningsutveckling
Antalet invånare i kommunen Saint-Sauveur-de-Puynormand
Referens:INSEE